# Оксьєр (Кентуккі)
Оксьєр (англ. Auxier) — переписна місцевість (CDP) в США, в окрузі Флойд штату Кентуккі. Населення — 715 осіб (2020).

## Географія
Оксьєр розташований за координатами 37°44′6″ пн. ш. 82°46′4″ зх. д. / 37.73500° пн. ш. 82.76778° зх. д. (37.734999, -82.767749).  За даними Бюро перепису населення США в 2010 році переписна місцевість мала площу 2,48 км², з яких 2,39 км² — суходіл та 0,10 км² — водойми.

## Демографія
Згідно з переписом 2010 року, у переписній місцевості мешкало 669 осіб у 292 домогосподарствах у складі 202 родин. Густота населення становила 269 осіб/км².  Було 322 помешкання (130/км²).
Расовий склад населення:
| - 98,8 % — білих - 0,3 % — корінних американців - 0,3 % — чорних або афроамериканців |

До двох чи більше рас належало 0,6 %. Частка іспаномовних становила 0,6 % від усіх жителів.
За віковим діапазоном населення розподілялося таким чином: 20,2 % — особи молодші 18 років, 64,1 % — особи у віці 18—64 років, 15,7 % — особи у віці 65 років та старші. Медіана віку мешканця становила 42,3 року. На 100 осіб жіночої статі у переписній місцевості припадало 92,2 чоловіків;  на 100 жінок у віці від 18 років та старших — 88,7 чоловіків також старших 18 років.
Середній дохід на одне домашнє господарство  становив 42 353 долари США (медіана — 36 103), а середній дохід на одну сім'ю — 45 085 доларів (медіана — 50 167). За межею бідності перебувало 10,6 % осіб, у тому числі 9,9 % дітей у віці до 18 років та 0,0 % осіб у віці 65 років та старших.
Цивільне працевлаштоване населення становило 199 осіб. Основні галузі зайнятості: роздрібна торгівля — 61,8 %, сільське господарство, лісництво, риболовля — 13,6 %, освіта, охорона здоров'я та соціальна допомога — 13,1 %.